# خان سمنت
خان سمنت (انگلیسی: Khan Cement) شرکت مصالح ساختمانی پاکستانی است، که در سال ۱۹۸۶ تأسیس شد.